# Pteracantha fasciata
Pteracantha fasciata är en skalbaggsart som beskrevs av Newman 1838. Pteracantha fasciata ingår i släktet Pteracantha och familjen långhorningar. Inga underarter finns listade i Catalogue of Life.